# 大头狗母鱼
大头狗母鱼（学名：Trachinocephalus myops）为輻鰭魚綱仙女魚目合齒魚亞目合齒鱼科大头狗母鱼属的鱼类，俗名公奎龙。
2016年研究人员将印度洋和太平洋地区分布的大头狗母鱼归为一个独立物种擬龍鰧大頭花桿狗母（Trachinocephalus trachinus），大头狗母鱼限定为分布于大西洋海域的物种。

## 分布
本魚分布于太平洋、非洲、印度、印度尼西亚、玻里尼西亚、美拉尼西亚、菲律宾、朝鲜、日本、台灣以及南海、东海等海域。该物种的模式产地在圣赫勒拿岛。

## 深度
水深1至400公尺。

## 特徵
本魚體延長呈圓柱狀，口大具利齒，魚體為淡黃色，腹部白色，體側具數列淡藍色縱紋，有脂鰭，尾鰭叉形，背鰭軟條11至14枚，臀鰭軟條13至18枚，體長可達40公分。

## 生態
本魚棲息在礁石外緣的沙泥地，常停棲在沙地或半埋於沙中，伺機捕食。偶會進入河口區，略能忍受半淡鹹水，屬「廣鹽性魚類」，肉食性，以小魚及小型底棲無脊椎動物為食。

## 經濟利用
可作為食用魚。